# Боюнагяр
Боюнагяр (азерб. Boyunəkər) — село в административно-территориальном округе села Черели Губадлинского района Азербайджана.
В ходе Первой карабахской войны, в 1993 году село было занято армянскими вооружёнными силами, и до ноября 2020 года находилось под контролем непризнанной НКР. 9 ноября 2020 года, в ходе вооружённого конфликта, президент Азербайджана объявил об освобождении села Беюнакяр вооружёнными силами Азербайджана.
В селе расположена тюрбе, которая является памятником архитектуры местного значения (инв. № 4710).

## Топонимика
Ойконим происходит от названия местности, где было построено село, и означает «территория вспаханная плугом, запряжённым быками» (азерб. boyun — в данном значении плуг, запряжённый парой быков; азерб. əkər — плодородный участок, который легко вспахать).